# Жан де Нуайе

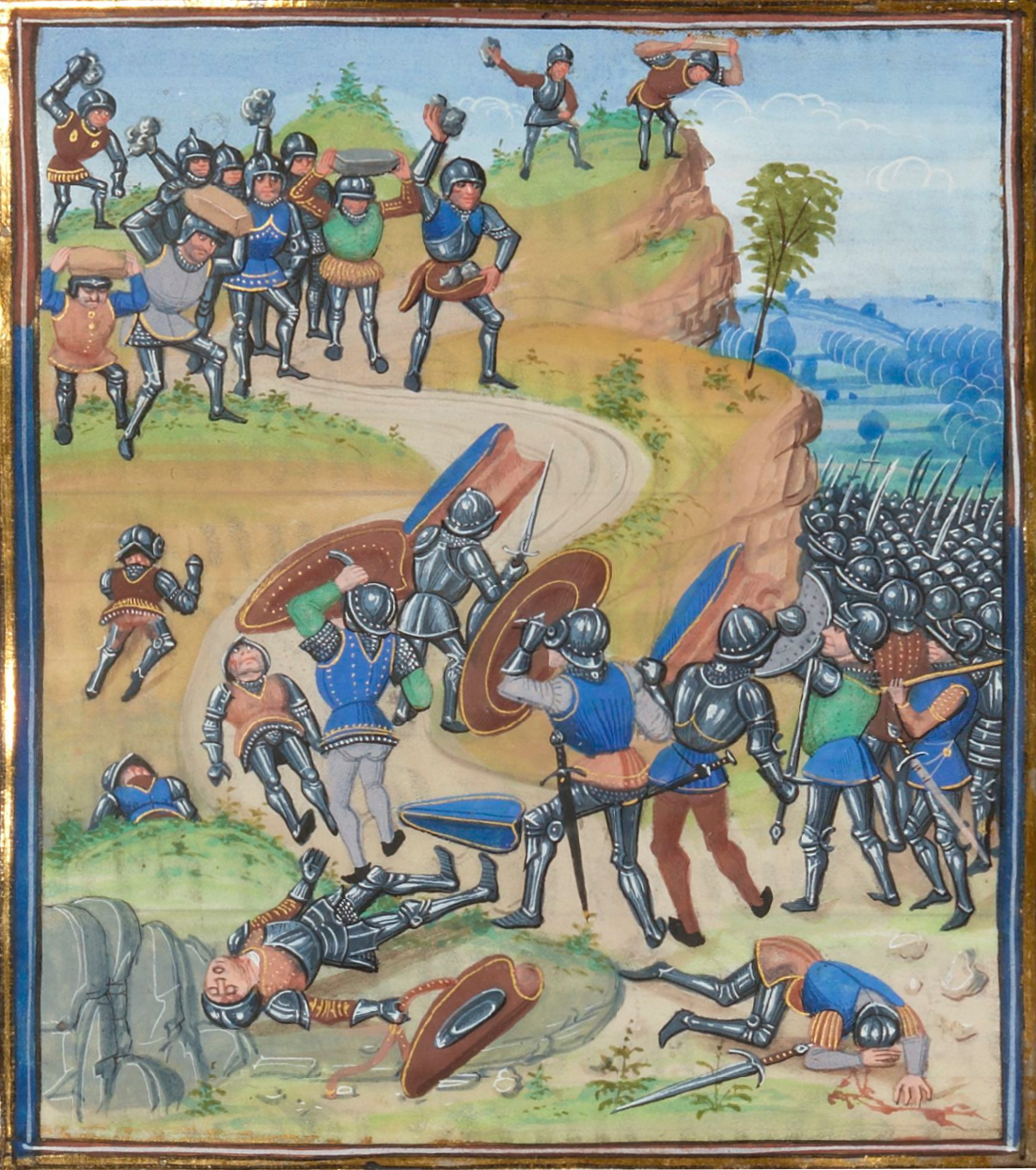
Битва при Бринье

Жан де Нуайе (Jean de Noyers) (1323 — погиб в битве при Бринье 10 мая 1361) — граф Жуаньи (1337), сеньор Антиньи (1337), Вандёвра, Пуйли, Монтэгийона и Вильно (1350).
Сын Миля (X) де Нуайе (ум. 1350) и его третьей жены Жанны де Монбельяр, дамы Фуасси.
В 1337 году получил от отца графство Жуаньи, которое тот выменял у Карла Валуа на другие земли в Шампани. В том же году упоминается как сеньор д’Антиньи. По завещанию отца после его смерти (1350) унаследовал сеньории Вандёвр, Пуйли, Монтэгийон и Вильно.
С 27 марта 1355 года губернатор Бургундии. Участник Столетней войны, один из капитанов французской армии. В битве при Пуатье (1356) командовал отрядом в 200 человек, попал в плен, освобождён на следующий день, после того, как дал обещание заплатить большой выкуп.
Не позднее 1344 г. женился на Жанне де Жуанвиль, даме де Римокур, внучке историка Жана де Жуанвиля, вдове Оберта VII де Хангеста, сеньора де Жанли, дочери Ансо де Жуанвиля, сенешаля Шампани, и его первой жены Лауры фон Саарбрюкен. От неё дети:
- Миль (Милон) (ум. 20 октября 1376), граф де Жуаньи. Его сын Жан 28 января 1393 года погиб в результате трагедии, которая вошла в историческую литературу как «Огненный бал» или «Бал пылающих» (Le bal des Ardants).
- Жан (ум. 1412), сеньор Римокура и Вандёвра.
- Жанна (ум. 1404/1407), не позднее 1361 г. вышла замуж за Ги, сеньора де Шуазёля.

Овдовев, Жан де Нуайе вторым браком женился на Маргарите де Мелен, дочери Жана II, виконта де Мелена, графа Танкарвилля, и его жены Жанны Креспен. Её вторым мужем (не позднее 1364 г.) стал Роберт де Фьен, сеньор де Тенгри.
Согласно Medieval Lands Чарльза Коли, Жан де Нуайе погиб в битве при Бринье 10 мая 1361 г. Согласно L’Art de vérifier les dates des faits historiques, погиб в той же битве 2 апреля 1361 г. Однако сейчас считается, что битва при Бринье произошла 6 апреля 1362 года.
Согласно Bulletin de la Societe des sciences historiques et naturelles de l’Yonne, Том 28, Жан де Нуайе был тяжело ранен 6 апреля 1362 года и остался на поле боя, умер от ран 10 мая.